# Aeródromo de Nizhnyaya Pyosha

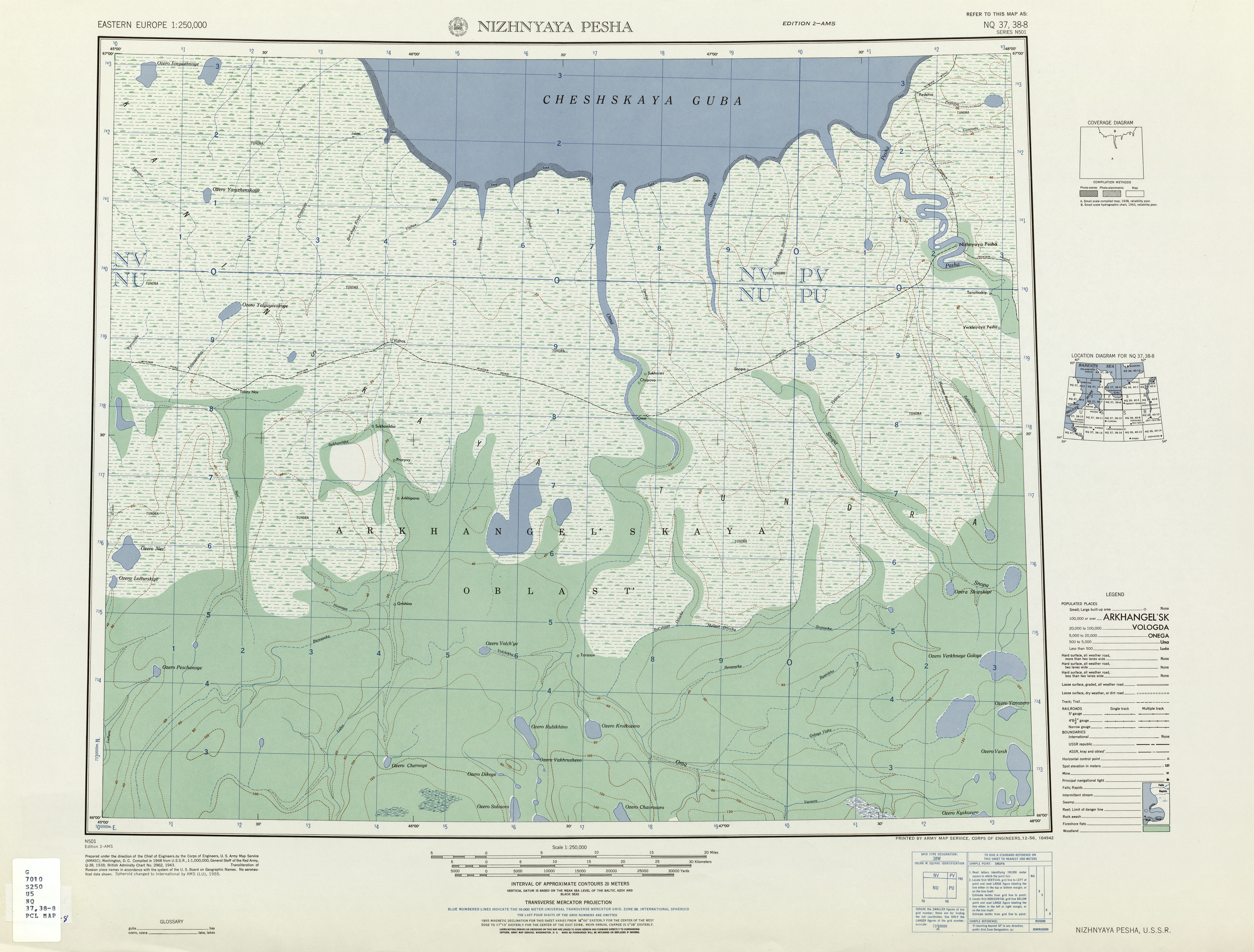
Mapa de la zona de la época soviética

El Aeródromo de Nizhnyaya Pesha (ruso: Аэродром Нижняя Пеша; ICAO: ULAV; IATA: ) es una pista situada en Nenetsia, un distrito autónomo del óblast de Arjánguelsk.
Las instalaciones son gestionadas por la compañía por acciones "Destacamento Aéreo de Narian-Mar" (ruso: ОАО "Нарьян-Марский объединенный авиаотряд"), anteriormente conocida como "Narian-Mar Airlines".
El espacio aéreo está controlado desde el FIR de Narian-Mar (ICAO: ULAM)

## Pista
El aeródromo de Nizhnyaya Pesha consiste en una pequeña pista de tierra en dirección 12/30 de 550x60 m. (1804x197 pies). 

## Aerolíneas y destinos
El Destacamento Aéreo de Narian Mar vuela regularmente a este aeródromo regional.